# Sojuz TMA-04M
Sojuz TMA-04M je ruská kosmická loď řady Sojuz. Dne 15. května 2012 vzlétla k Mezinárodní vesmírné stanici (ISS), kam dopravila tři členy Expedice 31. Poté zůstala u ISS jako záchranná loď až do 16. září 2012, kdy se odpojila od stanice se stejnou posádkou a o několik hodin později už 17. září s ní stejná trojice kosmonautů přistála na Zemi.

## Posádka
Hlavní:
- Gennadij Padalka, (4), velitel, CPK
- Sergej Revin, (1), palubní inženýr 1, CPK
- Joseph Acabá, (2), palubní inženýr 2, NASA

V závorkách je uveden dosavadní počet letů do vesmíru včetně této mise.
Záložní:
- Oleg Novickij
- Jevgenij Tarelkin
- Kevin Ford

## Průběh letu
Start byl původně plánován na 30. března 2012. Koncem ledna však při tlakových zkouškách technici poškodili přistávací modul lodi. Celá loď musela být vyměněna a start odložen na 15. května 2012.
Start se uskutečnil 15. května 2012 ve 03:01:23 UTC z kosmodromu Bajkonur. Po obvyklém dvoudenním letu se 17. května v 4:36 UTC loď spojila s Mezinárodní vesmírnou stanicí (ISS).
Dne 16. září 2012 v 23:09:00 UTC se stejná posádka Padalka, Revin, Acabá s lodí odpojila od stanice a druhý den v 02:52:53 UTC přistáli v kazašské stepi severovýchodně od Arkalyku, let Sojuzu trval 124 dní, 23 hodin, 51 minut a 30 sekund.